# Lactobacillus manihotivorans
Lactobacillus manihotivorans is een bacteriesoort behorende tot het geslacht Lactobacillus en valt onder de melkzuurbacteriën. De soort is geïsoleerd uit cassave.
Het is een gram-positieve facultatief anaerobe staafvormige bacterie.